# پل آب بر بالا
پل آب بر بالا مربوط به دوره قاجار است و در شهرستان جهرم، بخش سیمکان، دهستان پشت پر، ارتفاعات غربی روستای کوشک حسن‌آباد واقع شده و این اثر در تاریخ ۲۷ بهمن ۱۳۸۷ با شمارهٔ ثبت ۲۴۷۲۳ به‌عنوان یکی از آثار ملی ایران به ثبت رسیده است.